# Xu Peiwu
 (mars 2009).
Si vous disposez d'ouvrages ou d'articles de référence ou si vous connaissez des sites web de qualité traitant du thème abordé ici, merci de compléter l'article en donnant les références utiles à sa vérifiabilité et en les liant à la section « Notes et références ».
Xu Peiwu (许培武) est un photographe chinois contemporain né en 1964.

## Biographie
D'origine cantonaise, il travaille depuis plusieurs années sur le thème de l'"Eden disparu", juxtaposant sur un même cliché des photos du Canton d'autrefois et du Canton d'aujourd'hui.
Il réalise des photographies panoramiques au grain très travaillé. Sa série "Nansha the Last Lizard, 2006" présente une vision esthétisante d'une Chine idéale, propre et sans détritus.
Exposé lors du Festival international de photographie de Lianzhou 2006.